# Franciszek Rekucki (hokeista)
Franciszek Rekucki (ur. 22 sierpnia 1954, zm. 2 grudnia 1995 w Sanoku) – polski hokeista.

## Życiorys

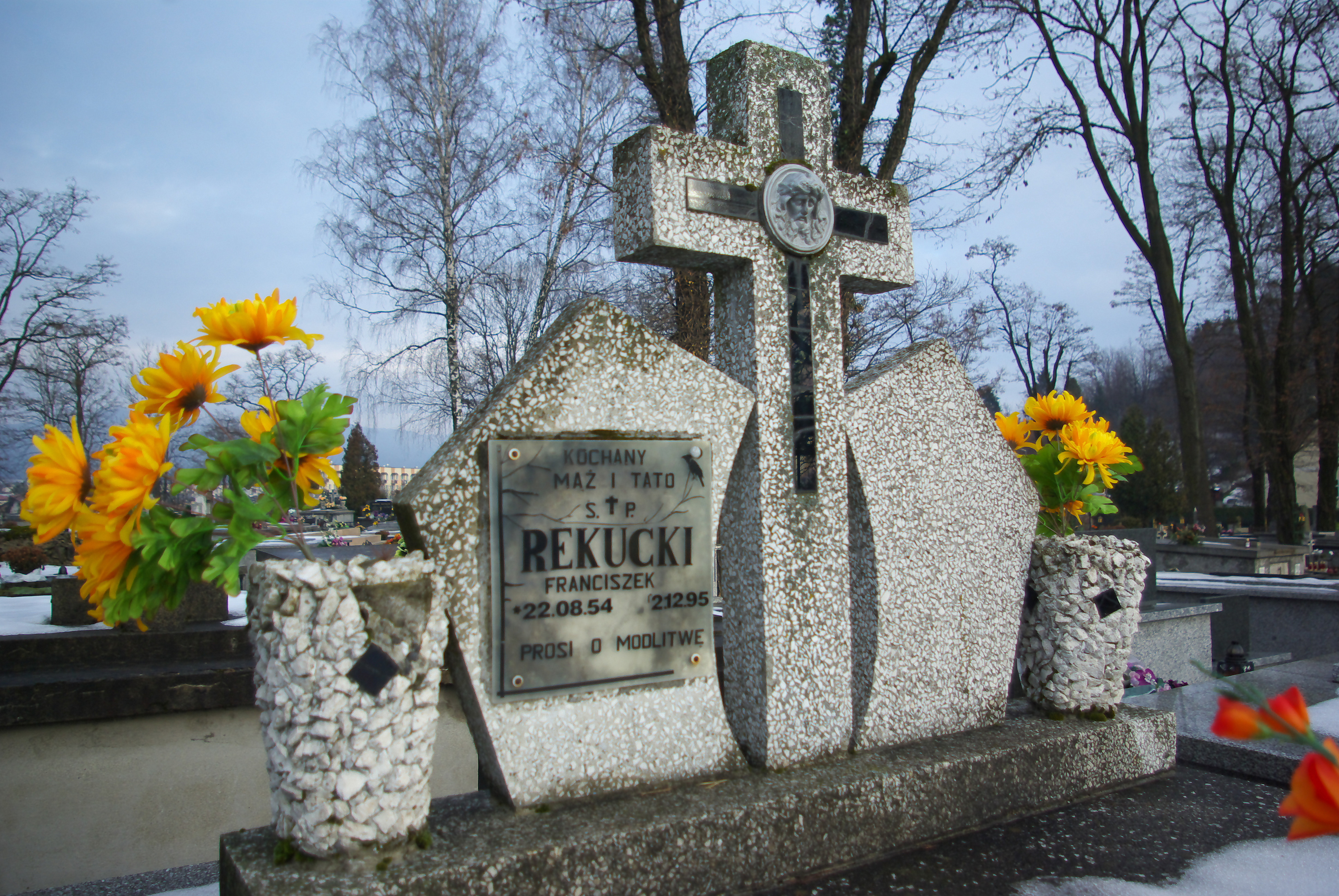
Miejsce pochówku Franciszka Rekuckiego w Sanoku

Wychowanek Podhala Nowy Targ. Jako nominalny obrońca został zawodnikiem Stali Sanok od sezonu drugiej ligi 1973/1974. W sezonie 1975/1976 II ligi wraz z drużyną Stali odniósł historyczny sukces w roku 30-lecia historii klubu, wygrywając II ligę Grupę Południową i uzyskując awans do I ligi, najwyższej polskiej klasy rozgrywkowej. Po sezonie 1979/1980 przerwał karierę.
Po zakończeniu kariery, 14 lutego 1981 wystąpił w meczu pokazowym pomiędzy aktualnymi zawodnikami Stali a byłymi hokeistami klubu, zakończonego wynikiem 12:4.
Po przekształceniu sekcji hokejowej Stali Sanok w klub STS Sanok i po powstaniu jego problemów finansowych został powołany Społeczny Komitet Ratowania Sanockiego Hokeja, którego założycielami byli Franciszek Rekucki i inny były zawodnik Kazimierz Mrugała. 
Franciszek Rekucki zmarł nagle 2 grudnia 1995 w Sanoku. Został pochowany w grobowcu rodziny Truszkiewiczów na Cmentarzu Centralnym w Sanoku.